# Диктат папы

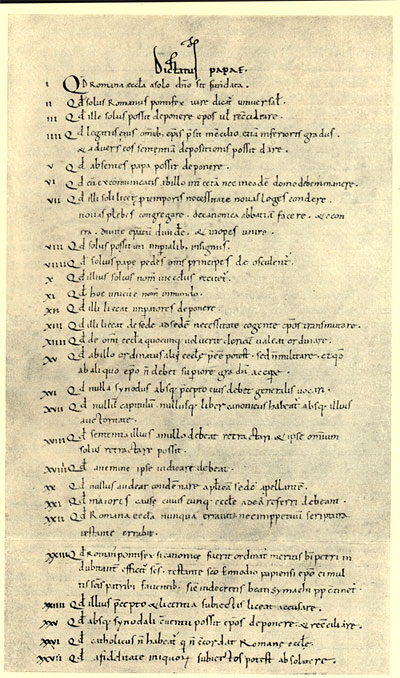
Dictatus papae

Диктат Папы (лат. Dictatus papae) — документ, составленный, по всей видимости, в 1075 году и содержащий ряд идей, характерных для понтификата Григория VII. Прежде достоверность сборника решений об авторитете Папы ставилась под сомнение, в настоящее время считается, что автором сборника был Григорий VII.

## Содержание
27 основных положений «Диктата папы» излагают следующие мысли:

1. Римская церковь была основана лишь самим Господом.
2. Только римский папа вправе называться вселенским.
3. Одному папе принадлежит право назначения и смещения епископов.
4. Легат папы на соборе по своему положению стоит выше любого епископа, даже если он имеет более низкое звание; ему также принадлежит право перевода епископов.
5. Папа может выносить решение о смещении и отсутствующих лиц.
6. С отлученными папой от церкви лицами запрещено даже находиться в одном доме.
7. Одному папе можно в соответствии с потребностями времени издавать новые законы, образовывать новые епископства, капитулы преобразовывать в аббатства и наоборот, делить богатые епископства и объединять бедные.
8. Один папа может носить императорские регалии.
9. Все князья должны целовать ногу только у папы.
10. Только имя папы упоминают в церквах.
11. Во всем мире лишь он удостоен имени папы.
12. Папа вправе низлагать императоров.
13. Папа вправе, если существует необходимость, переводить епископов с одной епископской кафедры на другую.
14. По своему усмотрению папа может переместить клирика из одной церкви в другую.
15. Тот, кого папа посвятил в сан, может быть главой любой церкви, на него не может быть возложено выполнение более низкой должности. Того, кого папа посвятил в сан, другой епископ не вправе рукоположить в более высокий сан.
16. Без распоряжения папы нельзя созывать вселенский собор.
17. Не опираясь на авторитет папы, никакой капитул и никакая книга не могут считаться каноническими.
18. Никто не вправе изменить решения папы, пока он сам не внесет в него соответствующие изменения.
19. Никто не имеет права судить папу.
20. Никто не вправе осмелиться судить лицо, обратившееся с апелляцией к Апостольскому Престолу.
21. Наиболее важные дела каждой церкви следует представлять на рассмотрение папы.
22. Римская церковь ещё никогда не ошибалась, она, согласно свидетельству Писания, вечно будет непогрешимой.
23. Римский папа, если он был избран в соответствии с канонами, с учётом заслуг Святого Петра, несомненно, станет святым, как это подтвердил епископ Павии Святой Эннодий, и с ним в этом были согласны многие святые отцы, это можно найти в декретах Святого Симмаха.
24. По приказу и в соответствии с полномочиями папы обвинения могут быть выдвинуты и духовными лицами более низкого сана.
25. Папа может смещать или возвращать на свою должность епископа без созыва собора.
26. Нельзя считать католиком того, у кого нет единства с римской церковью.
27. Папа может освободить подданных от присяги верности лицу, совершившему грех.

## Историческое значение
«Диктат папы» на основании «Лжеисидоровых декреталий» не только провозглашает, что Папа обладает вселенской юрисдикцией и непогрешимостью, но и имеет право созыва собора, посвящения епископов и низложения их. При Григории VII следовавшие один за другим соборы приняли строгие постановления, направленные против симонии и против браков священников. Введение целибата, безбрачия священников, ставило перед собой цель прервать общность интересов, существовавшую между клиром и светским обществом. Безбрачие священников — это не так называемый приказ божественного изъявления, а церковный закон. Из Евангелий нам известны всего лишь советы о соблюдении девственности, но там не говорится о запрете духовным лицам вступать в брак. С первой церковной регламентацией мы встречаемся на Эльвирском соборе (около 300 г.): 33-й канон под угрозой исключения из духовного сословия запрещает епископам, священникам и диаконам жить вместе со своими женами. Здесь речь идет не о запрете брака, а о запрете семейной жизни. В период укрепления церковной иерархии, например на Никейском соборе, во вселенской церкви ещё не удалось принять решения о целибате. На Востоке это положение сохранилось без изменений, в латинской церкви папы Лев I и Григорий I придали решению Эльвирского собора законную силу, распространив его на всю церковь. Однако в эпоху переселения народов, а затем в период раннего Средневековья претворить в жизнь это решение не удалось, и браки духовенства стали обычным явлением. Григорий VII и движение за реформы восстановили принцип целибата, стремясь осуществить его и в практической деятельности феодальной церкви. Большинство соборов, проведенных в XI—XII веках, уже высказались за отмену браков для лиц духовного сословия. Второй Латеранский вселенский собор в 1139 году провозгласил, что носители высокого сана (епископ, священник) не могут вступать в брак. Об этом вновь было заявлено на Тридентском вселенском соборе, который объявил целибат догматом. Несмотря на то что на протяжении всей истории церкви целибат подвергался массированной критике, решение о целибате включено и в ныне действующий церковный кодекс законов.
Согласно церковной концепции, между священником, находящимся в состоянии безбрачия, и Богом не стоит семья, таким образом, он может полностью посвятить себя служению Богу, его не связывают интересы семьи. Наряду с этим принятию закона о безбрачии священнослужителей в средние века, безусловно, способствовали существовавшие церковно-организационные и экономически-властные интересы. Догмат обязательного безбрачия вызвал внутри церкви большое сопротивление, ибо в большинстве мест священники вступали в супружеские связи. В 1074 году на Парижском соборе решения папы были объявлены недействительными. Констанцский епископ Отто прямо призывал своих священников жениться. Григорий VII направил в европейские страны полномочных папских легатов для проведения в жизнь своего решения о целибате.
Император Генрих IV, оказавшийся в стесненных обстоятельствах из-за восстания саксонцев, некоторое время не решался действовать, так как нуждался в моральной поддержке папы. Его поведение изменилось, когда папа решил оспорить у императора право на инвеституру и ему удалось одолеть внутреннюю оппозицию. Столкновение между папой и императором было неизбежным, ведь, согласно сути концепции Григория VII, папство должно быть независимым от светской власти. Примат папы может быть осуществлен только в том случае, если при назначении епископов он осуществит свою волю (инвеституру) и тем самым воспрепятствует симонии. Таким образом, в результате введения целибата церковью решался не только вопрос сохранения церковного имущества, но и достижения независимости церкви от светской власти.
Согласно «Диктату папы» Бог возложил на папу сохранение божественного порядка на Земле. Поэтому папа вправе выносить суждение обо всем, но никто не может совершать суд над ним, его суждение неизменяемо и непогрешимо. Папа должен покарать того, кто вступает в конфликт с христианским миропорядком. Особо следует следить за правителями, за князьями. Если король не соответствует своему предназначению, то есть следует не за Богом и церковью, а руководствуется собственной славой, то он теряет право на власть. Папа, обладая всей полнотой власти наказывать и миловать, может низлагать светских правителей или вновь давать им власть. Именно на этот основополагающий постулат Григорий VII ссылался в борьбе с Генрихом, и в его руках такие методы борьбы, как проклятие, отлучение королей от церкви, освобождение их подданных от присяги, превратились в эффективное средство. Если прежде империя властвовала над папством (цезарепапизм), то в Христианской республике ведущая роль переходит к церкви, к папам (церковная государственность), чтобы в соответствии с Божьими законами обустроить империю (теократия).
«Диктат папы» был помещен в регистр писем Григория VII между двумя письмами от 3 и 4 марта 1075 г. Не получили поддержки предположения о том, что он являлся программой для собора великим постом 1075 г. или проектом условий для объединения с греческой церковью. «Диктат папы» никогда не был опубликован и не стал официальным документом. Как то было показано исследованиями Р. Шиффера, ни при Григории VII, ни в последующие десятилетия «Диктат» не стал известен за пределами римской курии.